# 柏市中央体育館
柏市中央体育館（かしわしちゅうおうたいいくかん）は、千葉県柏市柏下にある屋内スポーツ施設である。

## 概要
1977年4月16日に柏市民体育館としてオープンした。2010年度の利用者数は355,633人である。
2009年4月より指定管理者として株式会社協栄千葉支店が、2014年4月より三幸株式会社が管理運営に当たっている。

## 施設
- アリーナ
  - 利用可能数 - バレーボール 3面、バスケットボール 2面、バドミントン 8面など
- 小体育室
- 柔道場
- 剣道場
- 弓道場
- 相撲場
- トレーニングルーム
- 幼児体育室
- ランニングコース
- 会議室

## 主な大会・イベント
- WリーグENEOSサンフラワーズのホームタウンマッチが開催されている[4]。
- Vチャレンジリーグの柏エンゼルクロスがホームゲームを開催している[5]。
- 日本フットサルリーグ（Fリーグ）のトルエーラ柏がホームゲームを開催している[6]。

## アクセス
北柏駅（JR常磐線）から徒歩約15分。または、バス「慈恵医大柏病院」行き、終点下車。

### 参考文
http://www.kashiwasports.jp/facility/1504/